# Copa Votorantim de 2022
A Copa Votorantim de 2022 foi a 26.ª edição deste evento esportivo, um torneio nacional de futebol masculino sub-15 organizado pela Prefeitura de Votorantim.
O torneio compreendeu quatro distintas fases e envolveu a participação de um total de 16 clubes, ocorrendo no período de 13 a 25 de janeiro. A fase inicial consistiu na divisão dos participantes em quatro grupos, nos quais os clubes enfrentaram seus oponentes da mesma chave em partidas de turno único. Nas fases subsequentes, a determinação dos avançados para a fase seguinte baseou-se no resultado de partidas únicas, culminando na redução progressiva do número de clubes a cada fase até a disputa da final. 
O título da edição foi conquistado pelo Corinthians, que venceu a decisão contra o Santos pelo placar de 2 a 0. Este triunfo marcou o terceiro título na história do clube neste torneio.

## Formato e participantes
A exemplo das edições anteriores, a edição de 2022 da Copa Votorantim foi disputada por 16 clubes, divididos em quatro grupos. Esta edição marcou o retorno da competição após um ano sem realização devido à pandemia de COVID-19. As ausências foram notadas com o São Paulo, o maior campeão da Copa Votorantim, a dupla Grêmio e Internacional, que juntos acumulam quatro títulos, além dos clubes do Rio de Janeiro. Os grupos foram sorteados em 15 de dezembro de 2021.
| Federação      | Participantes         | Títulos               | Ref.        |
| -------------- | --------------------- | --------------------- | ----------- |
| Goiás          | Atlético Goianiense   | —                     | [ 3 ] [ 4 ] |
| Goiás          | Goiás                 | —                     | [ 3 ] [ 4 ] |
| Goiás          | Vila Nova             | —                     | [ 3 ] [ 4 ] |
| Minas Gerais   | América Mineiro       | —                     | [ 3 ] [ 4 ] |
| Minas Gerais   | Cruzeiro              | 3 (2002, 2005 e 2006) | [ 3 ] [ 4 ] |
| Santa Catarina | Avaí                  | 2 (2019 e 2020)       | [ 3 ] [ 4 ] |
| São Paulo      | Corinthians           | 2 (2003 e 2004)       | [ 3 ] [ 4 ] |
| São Paulo      | Ferroviária           | —                     | [ 3 ] [ 4 ] |
| São Paulo      | Guarani               | —                     | [ 3 ] [ 4 ] |
| São Paulo      | Palmeiras             | 1 (2018)              | [ 3 ] [ 4 ] |
| São Paulo      | Red Bull Bragantino   | —                     | [ 3 ] [ 4 ] |
| São Paulo      | Reds Vinhedo          | —                     | [ 3 ] [ 4 ] |
| São Paulo      | Santos                | —                     | [ 3 ] [ 4 ] |
| São Paulo      | São Caetano           | —                     | [ 3 ] [ 4 ] |
| São Paulo      | Seleção de Votorantim | —                     | [ 3 ] [ 4 ] |
| São Paulo      | Votoraty              | —                     | [ 3 ] [ 4 ] |

## Primeira fase
No grupo A, o então bicampeão Avaí e o Santos protagonizaram o jogo de estreia em 13 de janeiro, no estádio Domênico Paolo Metidieri. A partida culminou com a vitória mínima da equipe da Baixada Santista. No dia seguinte, o Vila Nova triunfou sobre o Votoraty. O Santos assegurou a liderança do grupo ao vencer os três jogos que disputou, enquanto Avaí e Vila Nova competiram pela vaga restante, que foi conquistada pela equipe catarinense.
No grupo B, a Ferroviária saiu vitoriosa no primeiro jogo, enquanto Cruzeiro e Corinthians empataram entre si. No entanto, ambos os clubes reagiram vencendo as duas rodadas subsequentes, garantindo assim a classificação, com o clube de São Paulo na liderança. Um cenário semelhante se desenrolou no grupo C, onde Palmeiras e Seleção de Votorantim garantiram suas classificações.
Por último, o grupo D exibiu um equilíbrio maior. O Red Bull Bragantino garantiu sua classificação e liderança no grupo de maneira antecipada. América Mineiro, Atlético Goianiense e Guarani ainda tinham chances de avanço, embora as chances da equipe paulista fossem remotas. O empate sem gols entre América e Atlético na última rodada garantiu a equipe mineira na próxima fase, devido à quantidade de gols marcados, uma vez que ambas terminaram empatadas em pontos, vitórias e saldo de gols.

## Fases finais
Os jogos iniciais das quartas de final ocorreram em 18 de janeiro. No confronto inaugural, o Santos emergiu vitorioso sobre o Palmeiras por 2 a 1, em um confronto que foi antecipadamente encerrado devido a um tumulto entre as torcidas de ambas as agremiações. Esse incidente se refletiu nas vias próximas ao estádio onde o jogo ocorreu e demandou a intervenção da Polícia Militar. O jogo subsequente culminou na classificação da Seleção de Votorantim, após conquistar uma vitória pelo placar mínimo. No dia seguinte, o Corinthians triunfou com relativa facilidade sobre o América Mineiro, ao passo que o Cruzeiro necessitou da disputa por pênaltis para avançar contra o Red Bull Bragantino.
Com os desfechos da fase anterior, as semifinais foram estabelecidas com os embates entre Corinthians e Seleção de Votorantim, e Cruzeiro e Santos, ocorridos em 21 de janeiro. Corinthians e Santos garantiram suas vagas nas finais após decidirem suas partidas em cobranças de pênaltis, após empates por 1 a 1.
No dia 23 de janeiro, Corinthians e Santos disputaram a final da edição de 2022 da Copa Votorantim, no estádio Domênico Paolo Metidieri. O Corinthians abriu o placar com uma cobrança de falta aos 10 minutos e ampliou a vantagem aos 22 minutos. Essa vitória assegurou o título invicto ao Corinthians, sendo este o terceiro título na história do clube nesta competição.
|  | Quartas de final      | Quartas de final |                       |       | Semifinais | Semifinais |  |  | Final | Final |
|  |                       |                  |                       |       |            |            |  |  |       |       |
|  |                       |                  |                       |       |            |            |  |  |       |       |
|  |                       |                  |                       |       |            |            |  |  |       |       |
|  | Santos                | 2                |                       |       |            |            |  |  |       |       |
|  | Santos                | 2                |                       |       |            |            |  |  |       |       |
|  | Palmeiras             | 1                |                       |       |            |            |  |  |       |       |
|  | Palmeiras             | 1                | Santos (p.)           | 1 (5) |            |            |  |  |       |       |
|  |                       |                  | Santos (p.)           | 1 (5) |            |            |  |  |       |       |
|  |                       | Cruzeiro         | 1 (4)                 |       |            |            |  |  |       |       |
|  | Red Bull Bragantino   | Cruzeiro         | 1 (4)                 | 1 (6) |            |            |  |  |       |       |
|  | Red Bull Bragantino   |                  |                       | 1 (6) |            |            |  |  |       |       |
|  | Cruzeiro (p.)         | 1 (7)            |                       |       |            |            |  |  |       |       |
|  | Cruzeiro (p.)         | 1 (7)            | Santos                | 0     |            |            |  |  |       |       |
|  |                       |                  | Santos                | 0     |            |            |  |  |       |       |
|  |                       | Corinthians      | 2                     |       |            |            |  |  |       |       |
|  | Seleção de Votorantim | Corinthians      | 2                     | 1     |            |            |  |  |       |       |
|  | Seleção de Votorantim |                  |                       | 1     |            |            |  |  |       |       |
|  | Avaí                  | 0                |                       |       |            |            |  |  |       |       |
|  | Avaí                  | 0                | Seleção de Votorantim | 1 (4) |            |            |  |  |       |       |
|  |                       |                  | Seleção de Votorantim | 1 (4) |            |            |  |  |       |       |
|  |                       | Corinthians (p.) | 1 (5)                 |       |            |            |  |  |       |       |
|  | Corinthians           | Corinthians (p.) | 1 (5)                 | 3     |            |            |  |  |       |       |
|  | Corinthians           |                  |                       | 3     |            |            |  |  |       |       |
|  | América Mineiro       | 0                |                       |       |            |            |  |  |       |       |
|  | América Mineiro       | 0                |                       |       |            |            |  |  |       |       |

- As equipes classificadas estão em negrito.

### Gerais
- «Tabela e resultados da Copa Votorantim de futebol sub-15 2022». ge. 1 de janeiro de 2022. Consultado em 13 de março de 2024. Cópia arquivada em 10 de dezembro de 2022

### Específicas
1. ↑  «Sorteio determina chaves da Copa Votorantim de Futebol Sub-15». Cruzeiro do Sul. 16 de dezembro de 2021. Consultado em 13 de março de 2024. Cópia arquivada em 19 de janeiro de 2022
2. ↑  «Sorteio define grupos da Copa Votorantim sub-15; confira os jogos da primeira rodada». ge. 15 de dezembro de 2021. Consultado em 13 de março de 2024. Cópia arquivada em 28 de julho de 2022
3. ↑  «Copa Votorantim de Futebol Sub-15 define os 16 clubes da edição 2022». Prefeitura de Votorantim. 5 de novembro de 2021. Consultado em 13 de dezembro de 2022. Cópia arquivada em 19 de dezembro de 2021
4. ↑  «Cerimônia marca início da Copa Votorantim de Futebol Sub-15». Cruzeiro FM. 13 de janeiro de 2022. Consultado em 13 de dezembro de 2022. Cópia arquivada em 15 de janeiro de 2022
5. ↑  «Avaí e Santos abrem a Copa Votorantim de Futebol Sub-15 em janeiro». Cruzeiro do Sul. 23 de dezembro de 2021. Consultado em 13 de março de 2024. Cópia arquivada em 23 de janeiro de 2022
6. 1 2  «Seleção de Votorantim busca a primeira vitória na Copa Votorantim Sub-15». Prefeitura de Votorantim. 14 de janeiro de 2022. Consultado em 13 de março de 2024. Cópia arquivada em 17 de janeiro de 2022
7. 1 2 3  «Rodada de domingo define os classificados para as quartas de final da Copa Votorantim». Prefeitura de Votorantim. 15 de janeiro de 2022. Consultado em 13 de março de 2024. Cópia arquivada em 17 de janeiro de 2022
8. 1 2 3 4  «Copa Votorantim de Futebol Sub-15 define os jogos das quartas de final». Prefeitura de Votorantim. 17 de janeiro de 2022. Consultado em 13 de março de 2024. Cópia arquivada em 17 de janeiro de 2022
9. ↑  «Seleção de Votorantim disputa hoje as quartas da Copa Sub-15». Cruzeiro do Sul. 18 de janeiro de 2022. Consultado em 13 de março de 2024. Cópia arquivada em 18 de janeiro de 2022
10. ↑  «Clássico entre Santos e Palmeiras no sub-15 é encerrado após briga entre torcedores e policiais; vídeo». ge. 18 de janeiro de 2022. Consultado em 13 de março de 2024. Cópia arquivada em 5 de fevereiro de 2024
11. ↑  «Briga entre torcedores de Santos e Palmeiras interrompe clássico do sub-15». SBT. 18 de janeiro de 2022. Consultado em 13 de março de 2024. Cópia arquivada em 13 de março de 2024
12. ↑  «Briga entre torcidas do Santos e Palmeiras mobiliza Polícia Militar e assusta comerciantes em Votorantim». G1. 18 de janeiro de 2022. Consultado em 13 de março de 2024. Cópia arquivada em 18 de janeiro de 2022
13. ↑  «Santos derrota o Palmeiras e avança para a semifinal da Copa Votorantim Sub-15». Prefeitura de Votorantim. 18 de janeiro de 2022. Consultado em 13 de março de 2024. Cópia arquivada em 13 de dezembro de 2022
14. ↑  «Corinthians e Cruzeiro ganham e seguem na Copa Votorantim Sub-15». Cruzeiro do Sul. 20 de janeiro de 2022. Consultado em 13 de dezembro de 2022. Cópia arquivada em 13 de dezembro de 2022
15. ↑  «Corinthians vence a Seleção de Votorantim nos pênaltis e está na final da Copa Votorantim de Futebol Sub-15». Corinthians. 21 de janeiro de 2022. Consultado em 13 de dezembro de 2022. Cópia arquivada em 22 de janeiro de 2022
16. ↑  «Santos vence o Cruzeiro e chega à sua primeira final na Copa Votorantim de Futebol Sub-15». Gazeta de Votorantim. 21 de janeiro de 2022. Consultado em 13 de dezembro de 2022. Cópia arquivada em 13 de dezembro de 2022
17. ↑  «Corinthians é campeão da 26ª Copa Votorantim de Futebol Sub-15». Prefeitura de Votorantim. 23 de janeiro de 2022. Consultado em 13 de março de 2024. Cópia arquivada em 13 de dezembro de 2022
18. ↑  César Santana (23 de janeiro de 2022). «Corinthians vence clássico contra o Santos e é tricampeão da Copa Votorantim sub-15». ge. Consultado em 13 de dezembro de 2022. Cópia arquivada em 3 de junho de 2023